# كريستيان خافيير لوبيز
كريستيان خافيير لوبيز (بالإسبانية: Christian Javier López)‏ هو لاعب كرة قدم مكسيكي، ولد في 18 فبراير 1992 في Elota ‏. لعب مع دورادوس سينالوا.